# Sungai Alah
Sungai Alah is een bestuurslaag in het regentschap Kuantan Singingi van de provincie Riau, Indonesië. Sungai Alah telt 644 inwoners (volkstelling 2010).